# Keita Inamura
Keita Inamura (jap. 稲村奎汰 Inamura Keita; ur. 9 marca 1997) – japoński snowboardzista, specjalizujący się w konkurencjach Big Air i slopestyle. Jak dotąd nie startował na igrzyskach olimpijskich ani na Mistrzostwach świata. Najlepsze wyniki w Pucharze Świata osiągnął w sezonie 2014/2015, kiedy to zajął 14. miejsce w klasyfikacji generalnej (AFU), a w klasyfikacjach slopestyle’u był 11.

## Sukcesy

### Puchar Świata(AFU)

#### Miejsca w klasyfikacji generalnej
- sezon 2014/2015 – 14.
- sezon 2015/2016 –

#### Pozostałe miejsca na podium w zawodach
1. Stoneham – 21 lutego 2015 (Slopestyle) – 3. miejsce